# Kallima uredinophora
Kallima uredinophora är en fjärilsart som beskrevs av Hans Fruhstorfer 1913. Kallima uredinophora ingår i släktet Kallima och familjen praktfjärilar. Inga underarter finns listade i Catalogue of Life.